# Мігель Калеро
Мігель Калеро (ісп. Miguel Calero, 14 квітня 1971, Гінебра — 4 грудня 2012, Мехіко) — колумбійський футболіст, що грав на позиції воротаря.
Виступав за колумбійські клуби «Спортінг Барранкілья», «Депортіво Калі» та «Атлетіко Насьйональ», а також мексиканську «Пачуку», у складі якої став чотириразовим володарем Кубка чемпіонів КОНКАКАФ, а також виграв низку інших трофеїв і став одним з легенд клубу. Крім того виступав за національну збірну Колумбії на низці міжнародних турнірів, найбільшого результату досягнувши 2001 року на Кубку Америки, ставши чемпіоном континентальної першості.
Був відомий своїм епатажним виглядом: більшу частину кар'єри виступав в бейсболці, а в останні роки кар'єри — в бандані. На спині його ігровий номер прикрашали крила, які походять від його прізвиська — Кондор. За клубну кар'єру Калеро 4 рази відзначився забитими м'ячами у ворота суперників.

## Клубна кар'єра

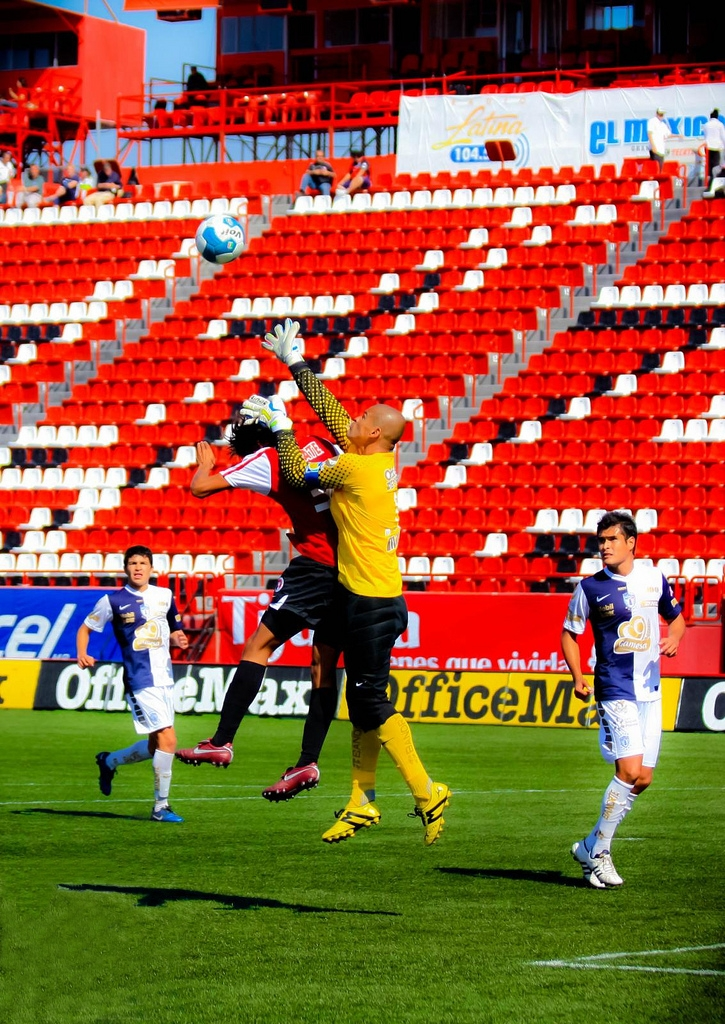
Мігель Калера у грі проти «Тіхуани» в останньому для себе турнірі — Апертурі чемпіонату Мексики 2011 року

Калера почав професійну кар'єру в 1987 році в скромному клубі «Спортінг» з Баранкільї. У 1992 році він перейшов в один з найсильніших клубів Колумбії «Депортіво Калі». Примітно, що за 5 років, проведених у «Депортіво», Калера зумів двічі відзначитися забитими голами (згодом у «Пачуці» він відзначився ще одним забитим голом). Але свою основну роботу у воротах він виконував стабільно, і за нього почалась боротьба з боку провідних команд країни. У 1998 році він перейшов в «Атлетіко Насьйональ», клуб який шукав заміну легендарному колумбійському воротарю Рене Ігіті, що незадовго до цього покинув клуб. В перший же сезон Калеро виграв міжнародний трофей — Кубок Мерконорте. У 1999 році він виграв чемпіонат Колумбії, другий для себе після титулу з «Депортіво» в 1996 році.
У 2000 році Калера підписав контракт з мексиканською «Пачукою», в якій він згодом став одним з найвидатніших гравців за всю історію. На той час досить скромна команда (хоча й найстаріша в Мексиці) у 1999 році виграла свій перший чемпіонський титул. З приходом Калеро «Пачука» стала однією з найтитулованіших команд країни і, безумовно, найуспішнішою командою Мексики і всієї Північної Америки 2000-х років. Крім 4 внутрішніх титулів «Пачука» виграла 4 Кубка чемпіонів КОНКАКАФ, Північноамериканську Суперлігу, брала участь у клубних чемпіонатах світу у 2007, 2008 та 2010 роках. У 2006 році «Пачука» стала першою мексиканською і північноамериканською командою, якій вдалося виграти Південноамериканський міжнародний турнір — Південноамериканський кубок. Завдяки цьому команда стала єдиним в історії північноамериканським клубом, що зіграв у Рекопі Південної Америки, втім там мексиканці у двоматчевій дуелі програли «Інтернасьйоналу» (2:1, 0:4), а Калеро зіграв в обох іграх. Останній матч у кар'єрі він зіграв за «Пачуку» 23 жовтня 2011 року у віці 40 років, провівши на той момент за клуб понад 400 матчів. Наприкінці листопада 2011 року Калеро став тренером воротарів у «Пачуці».

## Виступи за збірні
1989 року залучався до складу молодіжної збірної Колумбії.
У 1991 році Калера був включений в заявку національної збірної Колумбії на Кубок Америки 1991 року у Чилі, проте на турнірі він не зіграв, оскільки конкурувати з Рене Ігітою у той час не представлялося можливим. У 1992 році Калеро взяв участь в Олімпійському футбольному турнірі, де був основним воротарем, втім його збірна з одним очком стала останньою у групі.
17 червня 1995 року Калеро дебютував за національну збірну у товариській грі проти США напередодні Кубка Америки 1995 року в Уругваї, на якому знову був лише дублером Ігіти і на поле не виходив, а команда здобула бронзові нагороди. Лише на наступному розіграші Кубка Америки 1997 року у Болівії Калеро дебютував на головному континентальному турнірі, зігравши два з трьох матчів групового етапу, але і тут все відбувалося на тлі жорстокої конкуренції з Фаридом Мондрагоном, що захищав ворота збірної в двох інших іграх — у першому матчі групи та в програній 1/4 фіналу.
Наступного року поїхав зі збірною на чемпіонат світу 1998 року у Франції, де був лише дублером Оскара Кордоби, тому на поле не виходив, а на Кубку Америки 1999 року у Парагваї Калеро став винуватцем історичного антирекорду тогочасної зірки збірної Аргентини Мартіна Палермо — він в грі проти Колумбії тричі пробивав пенальті, втім двічі не влучив у ворота, а третій удар відбив Калеро.

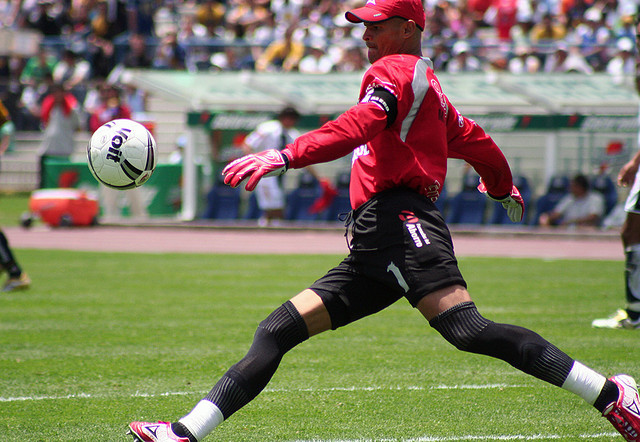
Мігель Калеро у бейсболці, в яких він виступав протягом більшої частини кар'єри. 2006 рік.

На Золотий кубок КОНКАКАФ 2000 року у США, куди Колумбія поїхала у статусі гостів, Калеро був заявлений як основним воротар і відіграв у трьох перших матчах, втім дві останні гри, в тому числі програний фінал, зіграв його дублер Дієго Гомес, принісши колумбійцям срібні медалі турніру. Наступного року знову як дублер Оскара Кордоби, Калеро поїхав на черговий розіграш Кубка Америки 2001 року, що цього разу проходив саме у Колумбії. Оскар відіграв на нуль перші два матчі групового турніру, після яких збірна забезпечила собі вихід у плей-оф, а в третьому матчі проти Чилі зіграв вже Калера. Чилійці могли в разі перемоги обійти в таблиці господарів першості, однак Калера залишив ворота сухими, а точні удари Віктора Арістісабаля і Еулаліо Арріаги Колумбії дозволили досягти 100-відсоткового результату в першій стадії турніру. У плей-оф ворота знову захищав Оскар Кордоба і допоміг своїй збірній вперше в історії здобути золоті медалі змагань. А Калера, відігравши один матч Кубка, також вніс свій внесок в історичну перемогу колумбійців.
Після цього, пропустивши континентальну першість 2004 року, на розіграш Кубка Америки 2007 року у Венесуелі Калеро їхав у статусі капітана збірної Колумбії. Він захищав ворота у двох невдалих матчах своєї команди проти Парагваю (поразка 0:5) і Аргентини (поразка 2:4), після чого місце у воротах зайняв Робінсон Сапата. Незважаючи на перемогу 1:0 над неосновним складом збірної США, Колумбія не зуміла випередити дві інші команди, що посіли в своїх групах треті місця і вилетіла з турніру. Калера оголосив про завершення кар'єри в збірній, проте він ще кілька разів викликався до розташування національної команди — в останній раз в лютому 2009 року.
Протягом кар'єри у національній команді, яка тривала 16 років, провів у формі головної команди країни 57 матчів.

## Хвороба та смерть
25 листопада 2012 року Калера був доставлений до шпиталю Пачуці з діагнозом тромбоз правої сонної артерії. Після цього колишнього спортсмена перевезли в Мехіко. Лікарі боролися за життя Калери більше тижня, але у понеділок, 3 грудня, відбувся другий тромбоз і через 12 годин, вже 4 грудня лікарі діагностували смерть головного мозку.
Перший фінальний матч Південноамериканського кубка 2012 між «Тігре» і «Сан-Паулу» почався з хвилини мовчання в пам'ять про Мігеля Калеро, чия гра допомогла «Пачуці» виграти цей трофей в 2006 році.
Прощання з колишнім воротарем відбулося на стадіоні «Пачуки» Ідальго. Мігелю Калеро споруджено пам'ятник поруч зі стадіоном. Номер 1 назавжди закріплений за Калеро. На його честь названа школа воротарів клубу.
Після церемоній Кальєро був кремований, його залишки були розділені — половину відправили до рідної Колумбії, а решта залишилися в Мексиці.

## Титули і досягнення
- Чемпіон Колумбії (2):

«Депортіво Калі»: 1995/96
«Атлетіко Насьйональ»: 1999
- Чемпіон Мексики (4):

«Пачука»: Інв'єрно 2001, Апертура 2003, Клаусура 2006, Клаусура 2007
- Володар Кубка чемпіонів КОНКАКАФ (4):

«Пачука»: 2002, 2007, 2008, 2010
- Переможець Південноамериканського кубка (1):

«Пачука»: 2006
- Володар Кубка Мерконорте (1):

«Атлетіко Насьйональ»: 1998
- Переможець Північноамериканської суперліги (1):

«Пачука»: 2007
- Володар Кубка Америки (1):

Колумбія: 2001
- Бронзовий призер Кубка Америки (1):

Колумбія: 1995
- Срібний призер Золотого кубка КОНКАКАФ (1):

Колумбія: 2000